# Schallzeichen
Ein Schallzeichen ist ein akustisches Signal, das eine Nachricht übermittelt.

## Allgemein
Es dient der Warnung vor Gefahren und wird zum Rufen von Hilfsdiensten (Notsignal) benötigt. Des Weiteren wird es als Weckruf sowie als Pausenzeichen und Zeitzeichen im Rundfunk genutzt, siehe hierzu auch Jingle. Eine weitere Funktion ist das Alarmsignal.

## Verwendung
Die geläufigsten Schallzeichen im häuslichen Bereich sind die Klingel (Haus- und Weckerklingel) sowie das Anrufsignal. Im Straßenverkehr gibt es die Hupe, das Folgetonhorn, die Fahrradklingel und das Pfeifen z. B. durch Verkehrsposten. Gleiches existiert auch im Dampfverkehr: die Dampfpfeife. Im Zivilschutz oder bei Sprengwarnung wird die Sirene eingesetzt. Zudem existieren verschiedene Knälle als Seenotsignal, Warnschuss, Startschuss (siehe auch Startpistole). Ferner kommen auch Schallsignale in der Schifffahrt vor, etwa das Nebelhorn oder Sirenensignale wie vergleichsweise 3-mal kurz: „Meine Maschine geht rückwärts.“ Ferner gibt es verschiedene Glocken, z. B. die Schulglocke oder Kirchenglocke/Gong, der im religiösen Bereich genutzt wird.
Schallzeichen sind oft mit Signalinstrumenten ausgeführte Schallereignisse, diese Instrumente sind meistens einfach bedienbare Musikinstrumente.

## Recht
Das Geben von bestimmten Schallzeichen im öffentlich-rechtlichen Raum unterliegt im Allgemeinen der gesetzlichen Regelung.